# 谢里涅
谢里涅（法語：Chérigné，法語發音：[ʃeʁiɲe]）是法国德塞夫勒省的一个市镇，属于尼奥尔区。

## 地理
谢里涅（46°7'23"N, 0°10'19"W）面积7.88 平方千米，位于法国新阿基坦大区德塞夫勒省，该省份为法国西部内陆省份，北起曼恩-卢瓦尔省，西接旺代省，南至夏朗德省和滨海夏朗德省，东临维埃纳省。
与谢里涅接壤的市镇（或旧市镇、城区）包括：普瓦图地区阿涅尔、布托讷河畔布里尤、吕斯赖。

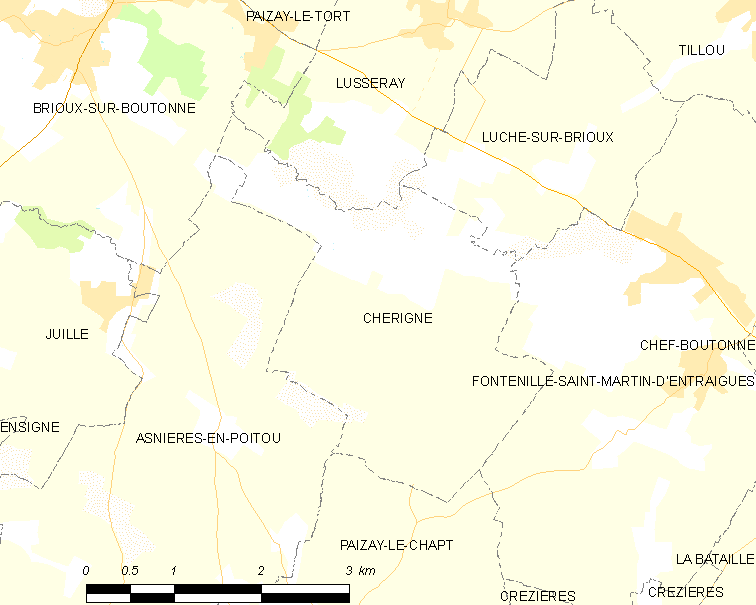
谢里涅的OSM定位图

谢里涅的时区为UTC+01:00、UTC+02:00（夏令时）。

## 行政
谢里涅的邮政编码为79170，INSEE市镇编码为79085。

## 政治
谢里涅所属的省级选区为米尼翁-布托讷县。

## 人口

1962-2008年间谢里涅人口变化图示

谢里涅于2022年1月1日时的人口数量为133人。